# Howard Jacobson
Howard Jacobson (* 25. August 1942 in Manchester) ist ein britischer Schriftsteller und Journalist. Er ist auch als Moderator, u. a. für Channel 4 und als op-ed-Kolumnist für The Independent tätig.

## Leben
Jacobson, der aus einer jüdischen Familie stammt, fühlt sich gewissen jüdischen Traditionen und der Geschichte der Juden verbunden, besucht jedoch keine Synagoge. Er studierte in Cambridge am Downing College, ging danach für einen dreijährigen Lehrauftrag an die Universität Sydney. Danach war er als Professor am Selwyn College in Cambridge tätig.

## Auszeichnungen
Howard Jacobson erhielt im Jahr 2010 mit dem Booker Prize für seinen Roman The Finkler Question den wichtigsten britischen Literaturpreis, in dessen Longlist in den Vorjahren bereits zweimal (2002 mit Who's Sorry Now ? und 2006 mit Kalooki Nights) Romane von ihm erschienen waren. Jacobson ist einer der ältesten Booker-Prize-Empfänger.
- 2000: Wingate Literary Prize (erneut 2007)
- 2000: Bollinger Everyman Wodehouse Prize für The Mighty Walzer
- 2010: Booker Prize für The Finkler Question
- 2013: Bollinger Everyman Wodehouse Prize (erneut) für Zoo Time
- 2013: Shortlist des Goldsmiths Prize für J: A Novel

## Werke
Romane
- Coming From Behind, Chatto & Windus, 1983
- Peeping Tom, Chatto & Windus, 1984
- Redback, Bantam, 1986
- The Very Model of a Man, Viking, 1992
- No More Mister Nice Guy, Cape, 1998
- The Mighty Walzer, Cape, 1999
- Who's Sorry Now ?, Cape, 2002
- The Making of Henry, Cape, 2004
- Kalooki Nights, Cape, 2006
- The Act of Love, Cape, 2008
  - deutsch: Liebesdienst, Roman, aus dem Englischen von Thomas Stegers; dva, München 2012 ISBN 978-3-421-04406-8
- The Finkler Question, Bloomsbury Publishing, London 2010 ISBN 978-1-408-80910-5 – Gewinner des Booker Prize 2010
  - deutsch: Die Finkler-Frage, Roman, aus dem Englischen von Bernhard Robben; dva, München 2011 ISBN 978-3-421-04523-2.
- Zoo Time, Roman, 2012.
  - deutsch: Im Zoo, Roman, aus dem Englischen von Friedhelm Rathjen. dva, München 2014, ISBN 978-3-421-04564-5.
- J: A Novel, Bloomsbury, 2014.
- Shylock is My Name. Hogarth Press, 2016
- Pussy. Vintage Digital, 2017
  - deutsch: Pussy. Übersetzung Johann Christoph Maass. Tropen, Stuttgart 2018
- Rendezvous und andere Alterserscheinungen, Klett-Cotta Verlag, 2021

Sachbücher
- Shakespeare's Magnanimity: Four Tragic Heroes, Their Friends and Families (co-author with Wilbur Sanders), Chatto & Windus, 1978
- In the Land of Oz, Hamish Hamilton, 1987
- Roots Schmoots: Journeys Among Jews, Viking, 1993
- Seriously Funny: From the Ridiculous to the Sublime, Viking, 1997